# Pethia phutunio

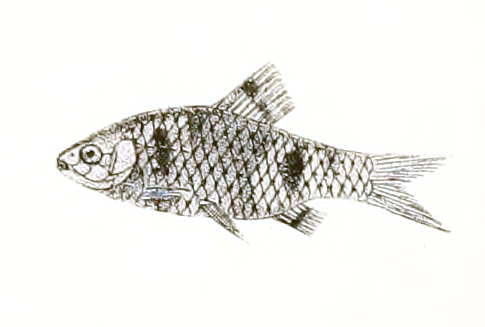
Hình ảnh của chúng

Spottedsail barb, dwarf barb, phutuni barb, hay pygmy barb (tên khoa học:Pethia phutunio) là tên một loài cá nhiệt đới sống trong môi trường nước ngọt thuộc phân họ Cyprininae của họ cá chép. Nó có nguồn gốc từ vùng biển nội địa ở châu Á và được tìm thấy ở các nước Pakistan, Ấn Độ, Bangladesh và Myanmar. Chúng có tầm quan trọng trong việc buôn bán các sinh vật thủy sinh. Cái tên "phutunio" xuất phát từ tên bản địa là pungti phutuni.
Tình trạng bảo tồn hiện tại là ít được quan tâm.
Khi trưởng thành, kích thước của nó sẽ phát triển lên đến 3,1 inch (8 cm). Nó có màu bạc, với ba vệt đen trên cơ thể. Ngoài ra, nó còn có một điểm tối bổ sung trên nắp mang nhưng không phải là màu đen mà là trong mờ, ta có thể nhìn thấy màu hồng của mang thông qua nó. Vây có màu cam nhạt, ở con đực thì có màu hơi đậm. Con cái có cơ thể to hơn con đực, việc nhận dạng giới tính của chúng khá khó.
Trong tự nhiên, chúng sinh sống trong các dòng suối trong vắt hoặc đầy bùn, các con sông, hay những nơi không có dòng chảy và đáy đầy bùn. Chúng sống trong nước ở các khu vực có khí hậu nhiệt đới với nhiệt độ từ 72-75 °F (22-24 °C). Nó là loài ăn tạp nên thức ăn của nó là giun, giáp xác, côn trùng và thực vật.
Chúng đẻ trứng vào lúc sáng sớm ở nhiều vị trí khác nhau và không bảo vệ trứng trên những cây ở gần mặt nước. Trứng nở trong hai ngày ở nhiệt nước là 75 °F (24 °C).